# فلورنسيا دي لا في
فلورنسيا ترينيداد (بالإسبانية: Florencia de la V)‏ المعروفة فنيا باسمها فلورنسيا دي لا في ، ممثلة وشخصية تلفزيونية، كوميدية أرجنتينية، أصبحت ترينيداد اسما مألوفا في الأعمال التجارية الأرجنتينية.في عام 2014، ساهمت بشكل كبير في دفع حركة المساواة في جميع أنحاء العالم وخاصة في الأرجنتين. أصبحت أول شخص متحول جنسيا في الأرجنتين للحصول على اسمها ونوع الجنس على هويتها الصادرة عن الحكومة التي تم تغييرها قانونيا دون تشخيص هوية جنسها, قبل عامين من تأسيس قانون الهوية الجنسية الوطنية.

## روابط خارجية
- FlorenciaDeLaV.com (Spanish)
- فلورنسيا دي لا في على موقع IMDb (الإنجليزية)
- فلورنسيا دي لا في على موقع قاعدة بيانات الفيلم (الإنجليزية)
- Personal webpage (Spanish)